# Batracomorphus leto
Batracomorphus leto är en insektsart som beskrevs av Knight 1983. Batracomorphus leto ingår i släktet Batracomorphus och familjen dvärgstritar. Inga underarter finns listade i Catalogue of Life.